# 北方民族文化誌

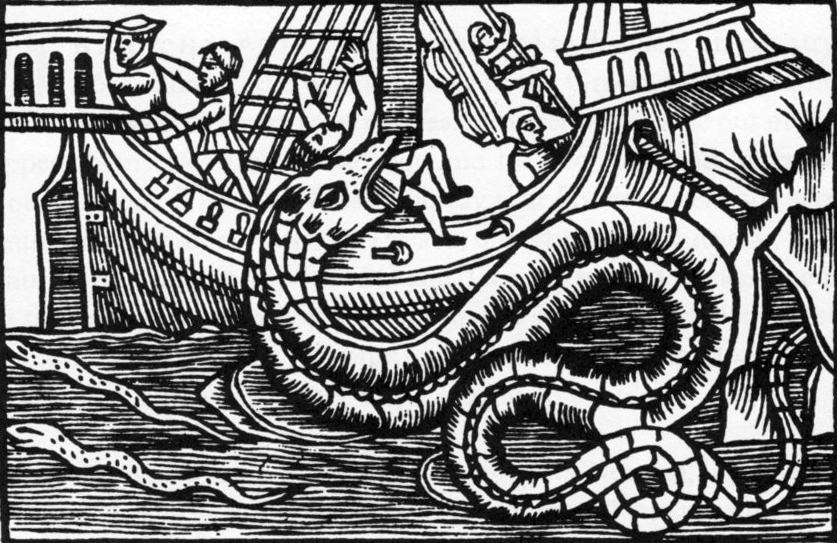
第21巻43章「ノルウェーの海蛇その他の蛇の大きさ」

北方民族文化誌（ほっぽうみんぞくぶんかし、ラテン語: Historia de Gentibvs Septentrionalibvs）は、16世紀にスウェーデン出身のオラウス・マグヌスによって著され、1555年にローマで出版された書物。中世北欧の伝承・生活文化・自然などを全22巻にわたって広範に記述したものである。初版はラテン語であったが、イタリア語（1565年）やドイツ語（1567年）、英語（1658年）、オランダ語（1665年）などに翻訳され、広く読まれた。谷口幸男による日本語訳も入手可能である。
本書の成立のきっかけは、トレント公会議の折に、著者オラウス・マグヌスがケルン大司教アドルフ・フォン・シャウエンブルク（Adolf von Schauenburg）から北方の国々について尋ねられたことであった。オラウス・マグヌスは宗教改革の余波で故国を追われ、ローマで暮らしていた。そこで教皇パウルス3世の知遇を得た彼は、兄の後を継いで（名義のみだが）ウプサラ大司教位を受けて、公会議に参加していた。
内容にはプリニウスやサクソ・グラマティクスからの引用も多い。本文には挿絵として481点の木版画が添えられている。この中には雪の結晶を描いたものとして最古とされる版画も含まれている。

## 日本語訳
- 谷口幸男訳、『北方民族文化誌』、溪水社
  - 上巻（1991年 ISBN 9784874402412、2017年 オンデマンド版 ISBN 978-4863274006） - 原著の第1巻～第11巻を収録
  - 下巻（1992年 ISBN 9784874402429、2017年 オンデマンド版 ISBN 978-4863274013） - 原著の第12巻～第22巻を収録

## 註
1. ↑  国立国会図書館 (2004年). “第134回常設展示:雪―冬に咲く華―”. 2007年7月11日閲覧。